# Liste der Naturdenkmale in Sachsenheim
| Naturdenkmale | Anzahl |
| ------------- | ------ |
| FND           | 47     |
| END           | 45     |
| Gesamt        | 92     |

Die Liste der Naturdenkmale in Sachsenheim nennt die verordneten Naturdenkmale (ND) der im baden-württembergischen Landkreis Ludwigsburg liegenden Stadt Sachsenheim. In Sachsenheim gibt es insgesamt 92 als Naturdenkmal geschützte Objekte, davon 47 flächenhafte Naturdenkmale (FND) und 45 Einzelgebilde-Naturdenkmale (END).
Stand: 31. Oktober 2016.

## Flächenhafte Naturdenkmale (FND)
| Name                                                                                                  | Bild | Kennung     | Einzelheiten | Position | Fläche Hektar | Datum        |
| --- | ---- | ----------- | --- | -------- | ------------- | ------------ |
| Baumbestand und Hecken an der „Bronnhalde“                                                            | BW   | 81180760024 | Sachsenheim | ⊙        | 4,8           | 7. Juli 1989 |
| Dolinen und Feuchtgebiete „Meerle“                                                                    | BW   | 81180760014 | Sachsenheim | ⊙        | 3,1           | 2. Apr. 1993 |
| Ehemaliger Steinbruch im Mutzigwald                                                                   | BW   | 81180760040 | Sachsenheim | ⊙        | 2,1           | 7. Juli 1989 |
| Ehemaliger Steinbruch und Ödland im Gewann Ochsenbächle                                               | BW   | 81180760037 | Sachsenheim | ⊙        | 2,7           | 7. Juli 1989 |
| Feldgehölz und Pflanzenstandort im Tiefental                                                          | BW   | 81180760001 | Sachsenheim | ⊙        | 0,4           | 7. Juli 1989 |
| Feuchtgebiet und Pflanzenstandort „Himmelreich“                                                       | BW   | 81180760049 | Sachsenheim | ⊙        | 0,5           | 7. Juli 1989 |
| Feuchtgebiet „Au“                                                                                     | BW   | 81180760018 | Sachsenheim | ⊙        | 0,4           | 7. Juli 1989 |
| Feuchtgebiet „Brühl“                                                                                  | BW   | 81180760033 | Sachsenheim | ⊙        | 0,3           | 7. Juni 1989 |
| Feuchtgebiet Großer See/Viehstelle                                                                    | BW   | 81180760008 | Sachsenheim | ⊙        | 4,9           | 7. Juli 1989 |
| Feuchtgebiet „Seewiesen“                                                                              | BW   | 81180760028 | Sachsenheim | ⊙        | 0,6           | 2. Apr. 1993 |
| Feuchtgebiet und Trockenhang mit Speierling am Mollbach                                               | BW   | 81180760047 | Sachsenheim | ⊙        | 2,4           | 7. Juli 1989 |
| Feuchtwiesen im Gewann Oberes Tal                                                                     | BW   | 81180760058 | Sachsenheim | ⊙        | 1,1           | 7. Juli 1989 |
| Feuchtwiesen im Gewann Suttenwiesen                                                                   | BW   | 81180760057 | Sachsenheim | ⊙        | 1,3           | 7. Juli 1989 |
| Feuchtwiesen in der „Etschklinge“                                                                     | BW   | 81180760059 | Sachsenheim | ⊙        | 2,1           | 7. Juli 1989 |
| Feuchtwiesen und Feuchtgebiet mit Quellen in den Gewannen Großer See, Schlanken und                   | BW   | 81180760007 | Sachsenheim | ⊙        | 4,7           | 7. Juli 1989 |
| Gehölzbestände im Gewann Schelling                                                                    | BW   | 81180760055 | Sachsenheim | ⊙        | 2,3           | 7. Juli 1989 |
| Gehölzbestandener Hohlweg am „Haiserberg/Schöllkopf“                                                  | BW   | 81180760029 | Sachsenheim | ⊙        | 0,6           | 7. Juli 1989 |
| Geologischer Aufschluß mit Verwerfung am Pfefferberg mit Gebüschzone                                  |      | 81180760021 | Sachsenheim | ⊙        | 0,5           | 7. Juli 1989 |
| Hecken am „Vögelesrain“                                                                               | BW   | 81180760032 | Sachsenheim | ⊙        | 1,4           | 7. Juli 1989 |
| Hohle zum Hummelberg und zur „Hasenweide“                                                             | BW   | 81180760017 | Sachsenheim | ⊙        | 1,8           | 7. Juli 1989 |
| Hohlweg beim Liebenzwölferstein                                                                       |      | 81180760071 | Sachsenheim | ⊙        | 0,2           | 2. Apr. 1993 |
| Hohlweg, ehemalige Mergelgruben, Hecken und Ödland an der „Bronnhalde“                                | BW   | 81180760023 | Sachsenheim | ⊙        | 3,3           | 7. Juli 1989 |
| Hohlweg im Gewann Heimburg                                                                            | BW   | 81180760052 | Sachsenheim | ⊙        | 1,6           | 7. Juli 1989 |
| Hohlweg in den Gewannen Mülleräcker und Heidenbühl                                                    | BW   | 81180760056 | Sachsenheim | ⊙        | 0,6           | 7. Juli 1989 |
| Hohlweg ins Gewann Hausäcker mit Gebüschhängen                                                        | BW   | 81180760048 | Sachsenheim | ⊙        | 2,6           | 7. Juli 1989 |
| Kibannele                                                                                             |      | 81180760042 | Sachsenheim | ⊙        | 0,7           | 2. Apr. 1993 |
| Lindengruppe mit Resten des ehemaligen Jagdschlösschens/Pflanzenstandort am Waldsaum des Teufelsbergs | BW   | 81180760020 | Sachsenheim | ⊙        | 3,2           | 7. Juli 1989 |
| Magerrasen und Hecken im Gewann Kalkofen                                                              | BW   | 81180760016 | Sachsenheim | ⊙        | 3,7           | 7. Juli 1989 |
| Magerwiesen am Heiligenberg                                                                           | BW   | 81180760051 | Sachsenheim | ⊙        | 1,2           | 2. Apr. 1993 |
| Magerwiesen und Hecken im Gewann Schelterbronnen                                                      | BW   | 81180760030 | Sachsenheim | ⊙        | 3,0           | 7. Juli 1989 |
| Magerwiesen, Waldsäume, Bachläufe und Gehölzbestände am Seuerbach                                     | BW   | 81180760053 | Sachsenheim | ⊙        | 3,7           | 7. Juli 1989 |
| Naßwiesen am Krebsbach                                                                                | BW   | 81180760097 | Sachsenheim | ⊙        | 0,4           | 2. Apr. 1993 |
| Pflanzenstandort beim Kirbachhof                                                                      | BW   | 81180760043 | Sachsenheim | ⊙        | 2,2           | 2. Apr. 1993 |
| Pflanzenstandort „Froschrain“                                                                         |      | 81180760046 | Sachsenheim War bis zum 25. November 2012 ein Naturdenkmal. Im Rahmen der Verordnung des Naturschutzgebiets »Unterer Berg« wurde es aufgelöst. | ???      | 1,2           | 7. Juli 1989 |
| Pflanzenstandort, Magerrasen, Feuchtgebiete, Waldsaum und Hecken in den Gewannen                      | BW   | 81180760015 | Sachsenheim | ⊙        | 2,6           | 7. Juli 1989 |
| Pflanzenstandort und Feuchtgebiet „Kleiner See“                                                       | BW   | 81180760009 | Sachsenheim | ⊙        | 3,3           | 7. Juli 1989 |
| Quelle und Feldgehölz im Gewann Güttichen                                                             | BW   | 81180760005 | Sachsenheim | ⊙        | 0,7           | 7. Juli 1989 |
| Quellen und Feldgehölz Krebsrain                                                                      | BW   | 81180760004 | Sachsenheim | ⊙        | 0,6           | 2. Apr. 1993 |
| Quellgebiet im Schippachtal                                                                           | BW   | 81180760031 | Sachsenheim | ⊙        | 1,3           | 7. Juli 1989 |
| Riesenklinge                                                                                          | BW   | 81180760060 | Sachsenheim | ⊙        | 0,8           | 7. Juli 1989 |
| Schlösslesberg                                                                                        | BW   | 81180760026 | Sachsenheim | ⊙        | 4,8           | 7. Juli 1989 |
| Spielberg I                                                                                           | BW   | 81180760064 | Sachsenheim | ⊙        | 0,2           | 2. Apr. 1993 |
| Spielberg II                                                                                          | BW   | 81180760065 | Sachsenheim | ⊙        | 0,4           | 2. Apr. 1993 |
| Spielberg III                                                                                         | BW   | 81180760066 | Sachsenheim | ⊙        | 0,3           | 2. Apr. 1993 |
| Sukzessionsfläche Krähwinkel                                                                          | BW   | 81180760063 | Sachsenheim | ⊙        | 3,6           | 2. Apr. 1993 |
| Sukzessionsfläche und Tümpel „Ob dem Hart“                                                            |      | 81180590011 | Oberriexingen, Sachsenheim | ⊙        | 3,8           | 2. Apr. 1993 |
| Waldsaum und ehemaliger Weinberg am Pfefferberg                                                       | BW   | 81180760022 | Sachsenheim | ⊙        | 2,9           | 7. Juli 1989 |
| Weiher und Feuchtgebiet Winterseite                                                                   | BW   | 81180760041 | Sachsenheim | ⊙        | 1,3           | 2. Apr. 1993 |
| Legende für Naturdenkmal                                                                              |      |             | |          |               |              |

## Einzelgebilde (END)
| Name                     | Bild | Kennung     | Einzelheiten | Position | Fläche Hektar | Datum        |
| ------------------------ | ---- | ----------- | ------------ | -------- | ------------- | ------------ |
| Salzleckeneiche          | BW   | 81180760078 | Sachsenheim  | ⊙        | 0,0           | 2. Apr. 1993 |
| 1 Bergleseiche           | BW   | 81180760054 | Sachsenheim  | ⊙        | 0,0           | 7. Juli 1989 |
| 1 Einblattesche          | BW   | 81180760011 | Sachsenheim  | ⊙        | 0,0           | 7. Juli 1989 |
| 1 Elsbeere               | BW   | 81180760012 | Sachsenheim  | ⊙        | 0,0           | 7. Juli 1989 |
| 1 Elsbeere               | BW   | 81180760013 | Sachsenheim  | ⊙        | 0,0           | 7. Juli 1989 |
| 1 Mammutbaum             |      | 81180760034 | Sachsenheim  | ⊙        | 0,0           | 7. Juli 1989 |
| 1 Mostbirnbaum           | BW   | 81180760002 | Sachsenheim  | ⊙        | 0,0           | 7. Juli 1989 |
| 1 Silberweide            | BW   | 81180760038 | Sachsenheim  | ⊙        | 0,0           | 7. Juli 1989 |
| 1 Sommerlinde            | BW   | 81180760069 | Sachsenheim  | ⊙        | 0,0           | 2. Apr. 1993 |
| 1 Speierling             | BW   | 81180760027 | Sachsenheim  | ⊙        | 0,0           | 7. Juli 1989 |
| 1 Speierling             | BW   | 81180760050 | Sachsenheim  | ⊙        | 0,0           | 7. Juli 1989 |
| 1 Speierling             | BW   | 81180760062 | Sachsenheim  | ⊙        | 0,0           | 7. Juli 1989 |
| 1 Speierling             | BW   | 81180760068 | Sachsenheim  | ⊙        | 0,0           | 2. Apr. 1993 |
| 1 Speierling             | BW   | 81180760072 | Sachsenheim  | ⊙        | 0,0           | 2. Apr. 1993 |
| 1 Speierling             | BW   | 81180760073 | Sachsenheim  | ⊙        | 0,0           | 2. Apr. 1993 |
| 1 Speierling             | BW   | 81180760074 | Sachsenheim  | ⊙        | 0,0           | 2. Apr. 1993 |
| 1 Speierling             | BW   | 81180760075 | Sachsenheim  | ⊙        | 0,0           | 2. Apr. 1993 |
| 1 Speierling             | BW   | 81180760076 | Sachsenheim  | ⊙        | 0,0           | 2. Apr. 1993 |
| 1 Speierling             | BW   | 81180760077 | Sachsenheim  | ⊙        | 0,0           | 2. Apr. 1993 |
| 1 Speierling             | BW   | 81180760079 | Sachsenheim  | ⊙        | 0,0           | 2. Apr. 1993 |
| 1 Speierling             | BW   | 81180760080 | Sachsenheim  | ⊙        | 0,0           | 2. Apr. 1993 |
| 1 Speierling             | BW   | 81180760082 | Sachsenheim  | ⊙        | 0,0           | 2. Apr. 1993 |
| 1 Speierling             | BW   | 81180760083 | Sachsenheim  | ⊙        | 0,0           | 2. Apr. 1993 |
| 1 Speierling             | BW   | 81180760084 | Sachsenheim  | ⊙        | 0,0           | 2. Apr. 1993 |
| 1 Speierling             | BW   | 81180760085 | Sachsenheim  | ⊙        | 0,0           | 2. Apr. 1993 |
| 1 Speierling             | BW   | 81180760086 | Sachsenheim  | ⊙        | 0,0           | 2. Apr. 1993 |
| 1 Speierling             | BW   | 81180760087 | Sachsenheim  | ⊙        | 0,0           | 2. Apr. 1993 |
| 1 Speierling             | BW   | 81180760088 | Sachsenheim  | ⊙        | 0,0           | 2. Apr. 1993 |
| 1 Speierling             | BW   | 81180760089 | Sachsenheim  | ⊙        | 0,0           | 2. Apr. 1993 |
| 1 Speierling             | BW   | 81180760091 | Sachsenheim  | ⊙        | 0,0           | 2. Apr. 1993 |
| 1 Speierling             | BW   | 81180760092 | Sachsenheim  | ⊙        | 0,0           | 2. Apr. 1993 |
| 1 Speierling             | BW   | 81180760093 | Sachsenheim  | ⊙        | 0,0           | 2. Apr. 1993 |
| 1 Speierling             | BW   | 81180760094 | Sachsenheim  | ⊙        | 0,0           | 2. Apr. 1993 |
| 1 Speierling             | BW   | 81180760095 | Sachsenheim  | ⊙        | 0,0           | 2. Apr. 1993 |
| 1 Speierling             | BW   | 81180760096 | Sachsenheim  | ⊙        | 0,0           | 2. Apr. 1993 |
| 1 Stieleiche             | BW   | 81180760006 | Sachsenheim  | ⊙        | 0,0           | 7. Juli 1989 |
| 1 Stieleiche             | BW   | 81180760010 | Sachsenheim  | ⊙        | 0,0           | 7. Juli 1989 |
| 1 Stieleiche             | BW   | 81180760035 | Sachsenheim  | ⊙        | 0,0           | 7. Juli 1989 |
| 1 Stieleiche             | BW   | 81180760044 | Sachsenheim  | ⊙        | 0,0           | 7. Juli 1989 |
| 1 Stieleiche             | BW   | 81180760067 | Sachsenheim  | ⊙        | 0,0           | 2. Apr. 1993 |
| 1 Stieleiche             | BW   | 81180760081 | Sachsenheim  | ⊙        | 0,0           | 2. Apr. 1993 |
| 1 Traubeneiche           | BW   | 81180760039 | Sachsenheim  | ⊙        | 0,0           | 7. Juli 1989 |
| 1 Winterlinde            | BW   | 81180760036 | Sachsenheim  | ⊙        | 0,0           | 7. Juli 1989 |
| 2 Einblatteschen         | BW   | 81180760045 | Sachsenheim  | ⊙        | 0,0           | 7. Juli 1989 |
| 2 Winterlinden           | BW   | 81180760070 | Sachsenheim  | ⊙        | 0,0           | 2. Apr. 1993 |
| Legende für Naturdenkmal |      |             |              |          |               |              |